# Eisenstraße (Österreich)
Die österreichische Eisenstraße ist eine Erlebnisstraße – großräumig gefasst – in der Grenzregion der Bundesländer Niederösterreich, Oberösterreich und Steiermark. Sie wird als Marke auch als die Tourismusregion verstanden, die das Traun- und Mostviertel sowie die östliche Obersteiermark umfasst, was der Region Eisenwurzen und ihrem Umraum entspricht. Historisches Zentrum ist der steirische Erzberg, dessen wirtschaftliche Bedeutung in der Vergangenheit die umliegende Region prägte, und sich vom Alpenvorland von Steyr bis westlich St. Pölten bis in das Obere Murtal erstreckt. Heute sieht man die Region im allgemeinen Sinne im Dreieck Wels, Mariazell und Leoben, womit die Eisenstraße weitgehend östlich an das Salzkammergut anschließt.
Neben historischem Bergbau, Eisenindustrie und der für Schmelzöfen und Verhüttung notwendigen Holz- und Forstwirtschaft vermitteln die über 100 Stationen der Eisenstraße auch die Entwicklung des metallverarbeitenden Handwerks (vom Schmiedehandwerk über Maschinenbau bis zu Mess- und Musikinstrumenten) sowie der regionaltypischen Kultur und Bausubstanz von Gewerken und Bürgerschaft. Auch bietet die Eisenstraße landschaftliche Besonderheiten der Region sowie Lehrpfade bei Talengen, Klammen und Holztriften.

## Mitgliedsgemeinden
Die Eisenstraße lässt sich nach Bundesländern gliedern; sie umfasst folgende Mitgliedsgemeinden:
| Niederösterreich | Oberösterreich | Steiermark |
| --- | --- | --- |
| - Bergland - Gaming - Gresten - Gresten-Land - Göstling an der Ybbs - Hollenstein an der Ybbs - Lunz am See - Neumarkt an der Ybbs - Opponitz - Petzenkirchen - Purgstall an der Erlauf - Randegg - Reinsberg - Scheibbs - Sonntagberg - St. Anton an der Jeßnitz - St. Georgen am Reith - Steinakirchen am Forst - Waidhofen an der Ybbs - Wang - Wieselburg - Wieselburg-Land - Wolfpassing - Ybbsitz | - Bad Hall - Dietach - Edlbach - Gaflenz - Garsten - Großraming - Grünburg - Hinterstoder - Kirchdorf - Klaus an der Pyhrnbahn - Laussa - Losenstein - Maria Neustift - Micheldorf - Molln - Reichraming - Rosenau am Hengstpaß - Roßleithen - St. Pankraz - St. Ulrich bei Steyr - Scharnstein - Sierning - Steinbach am Ziehberg - Steinbach an der Steyr - Steyr - Ternberg - Vorderstoder - Waldneukirchen - Weyer - Windischgarsten | - Altenmarkt - Eisenerz - Kalwang - Kammern im Liesingtal - Landl - Leoben - Mariazell - Mautern - Niklasdorf - Proleb - Radmer - Sankt Gallen - Sankt Peter-Freienstein - Trofaiach - Vordernberg - Wildalpen |

## Regionalpolitik
Die Steirische Eisenstraße  ist eine LEADER-Region.